# Валери Цветанов (футболист)
Валери Цветанов (роден на 22 април 1957 г.) е български футболист, защитник, а впоследствие треньор по футбол. Легенда на Ботев (Враца), за който между 1979 г. и 1989 г. изиграва 265 мача в А група. Има 5 участия за националния отбор на България. На юбилейното тържество на Ботев Враца през 2021 г. той е награден с една от престижните награди.

## Биография
През юли 2019 г. Цветанов е назначен за старши треньор на Локомотив (Мездра).